# Emirates Club
Emirates Club is een professionele voetbalclub uit de stad Ras al-Khaimah in het gelijknamige Ras al-Khaimah emiraat (Verenigde Arabische Emiraten). De club werd opgericht in 1969 en speelt anno 2019 in de UAE Arabian Gulf League.

## Geschiedenis
De club werd opgericht in 1969, uit een fusie van drie lokale voetbalteams Al Ittihad, Al Ahly en Al Shaab onder de naam Oman Club. Ze waren een van de eerste drie teams samen met Al Ahli en Al Oruba om in de VAE-competitie te spelen, maar ze zouden op de laatste plaats eindigen met slechts 1 punt.
In oktober 1982 werd de clubnaam veranderd in Al Qadsia, twee jaar later in juli 1984 werd Al Qadsia samengevoegd met Al Taliya en Al Nissr en werd de club gevormd die vandaag de dag de Emirates Cultural Sport Club is.
Op 29 mei 2011 kondigden Sheikh Ahmed bin Saqr al-Qassimi, Sheikh Mohammed bin Kayed Al Qasimi, voorzitter van Emirates en Ras Al Khaimah Clubs, de fusie aan van de twee clubs in één club onder de naam Emirates Club, om representatief te zijn voor de Emiraat Ras Al Khaimah. Het besluit om te fuseren kwam op aanbeveling van Sheikh Saud bin Saqr al Qasimi, heerser van Ras Al Khaimah. Op 11 juni 2011 werd de nieuwe samenstelling van de club aangekondigd.

## Erelijst
- Kampioen 2e divisie in 1978, 1984, 1997, 2003, 2013
- UAE President's Cup: 2010
- UAE Super Cup: 2010

## Bekende (ex-)spelers
- Renan Fernandes Garcia
- Hossein Kaebi
- Karim Kerkar
- Alhassane Keita (1983)
- Sebastián Leto
- Bernie Ibini-Isei
- Brett Holman
- Saber Khalifa
- Hocine Ragued
- Aleksandr Geynrikh
- Hassan Maatouk
- Ahmed Ibrahim Khalaf
- Andrés Iniesta

## Trainers
- 1981-1982  Zoran Đorđević
- 1996-1997  Akram Ahmad Salman
- 2008-2009  Reza Parkas
- 20090000  Ebrahim Ghasempour
- 2010-2011  Ghazi Ghrairi
- 20110000  Khaled Al Suwaidi
- 20120000  Lotfi Benzarti
- 20130000  Eid Baroot
- 2013-2016  Paulo Comelli
- 2014-2016  Fanã
- 20160000  Klaus-Dieter Pagels
- 20160000  Noureddine Abidi
- 2016-2017  Ivan Hasek
- 2017-2018  Noureddine Abidi
- 20180000  Nizar Mahrous
- 2018-2019  Jalel Kadri
- 2019-2021  Gjoko Hadžievski
- 20210000  Tarik Sektioui
- 2021-heden  Ayman Al Ramadi